# ANDRA

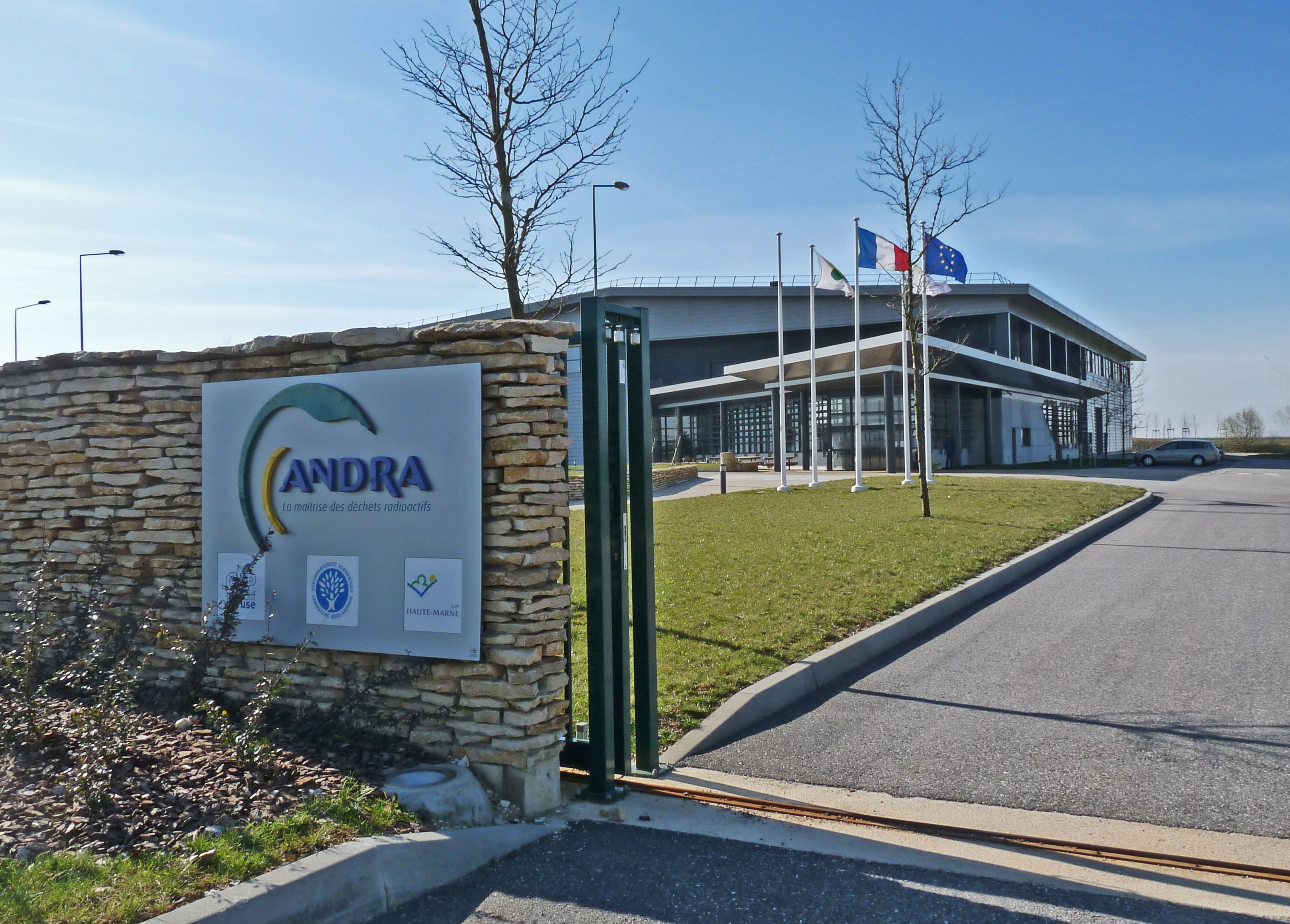
Es zeigt den Eingang von einem Grundstück von ANDRA

Die ANDRA (Agence Nationale pour la Gestion des Déchets Radioactifs; deutsch etwa Nationale Agentur für das Management radioaktiver Abfälle) ist eine Organisation, die in Frankreich für die Entsorgung und vor allem Endlagerung der dort anfallenden radioaktiven Abfälle zuständig ist. Sie wurde am 7. November 1979 als Institut des Commissariat à l’énergie atomique (CEA) gegründet und per Gesetz vom 30. Dezember 1991 in eine unabhängige öffentliche Gesellschaft umgewandelt. Ihr Sitz befindet sich in Châtenay-Malabry (Région Île-de-France).

## Aufgaben
- Langfristige Verantwortlichkeit für den Betrieb von Endlagern (entweder direkt oder durch Beauftragung sonstiger Gesellschaften)
- Planung und Errichtung neuer Endlager und Durchführung der dazu notwendigen Untersuchungen
- Festlegung von Spezifikationen für die Konditionierung und Zwischenlagerung radioaktiver Abfälle im Zusammenwirken mit den Abfallerzeugern
- Mitwirkung an Forschungsarbeiten hinsichtlich langfristiger Abfallbehandlungsprozesse

Die ANDRA ist verpflichtet, ihre Arbeit einmal jährlich zu dokumentieren und den Bericht den zuständigen Ministerien vorzulegen.

## Tätigkeiten
Die ANDRA errichtet und betreibt unter anderem in Bure ein unterirdisches Labor zur Untersuchung der örtlichen geologischen Verhältnisse und ihrer Eignung für ein atomares Endlager.